# Кизилтаська група лиманів
Кизилта́ська гру́па лима́нів — група лагунних водойм, які належать до Таманської системи Кубанських лиманів (терени Анапського і Темрюцького районів).
- Площа: близько 280 км².
- Середня глибина: 1 м.

Кизилтаські лимани ізольовані від Чорного моря широким піщаним пересипом, покритим невеликими дюнами (кучугурами). З боку чорноморської дельти Кубані вони відгороджені штучним валом.
До складу Кизилтаської групи входять лимани: Кизилтаський, Витязевський, Цокур і Бугаз. Прямий водообмін існує лише між першим і останнім. Решта лиманів відокремлені один від одного акумулятивними перемичками і давнім останцем.
Кизилтаські лимани є природними «рибальськими ставками», в яких вирощуються три види кефалі: лобань, сингіль і гостроносий. Солена і прісна вода прямує в лимани за допомогою регульованих каналів.